# Hiidenjärvi (sjö i Norra Österbotten)
Hiidenjärvi är en sjö i Finland. Den ligger i kommunen Kuusamo i landskapet Norra Österbotten, i den nordöstra delen av landet, 700 km norr om huvudstaden Helsingfors. Hiidenjärvi ligger 305,9 meter över havet. Den är 16,93 meter djup. Arean är 1,24 kvadratkilometer och strandlinjen är 5,96 kilometer lång. Sjön  ingår i Koundaälvens huvudavrinningsområde.   Den sträcker sig 1,2 kilometer i nord-sydlig riktning, och 1,5 kilometer i öst-västlig riktning.